# Репродуктивне насильство
Репродуктивне насильство або, у слабшій формі, репродуктивний тиск — домашнє та (або) суспільне обмеження репродуктивних прав і свобод людини (найчастіше жінки), їхнього обговорення та засудження, що негативно впливає на людину. Репродуктивне насильство є спробами розпоряджатися тілом жінки та її рішеннями щодо планування родини.
Формами репродуктивного насильства є нав'язлива увага чи примус щодо вагітності (відмова лікарів виконувати аборт, переконування залишити вагітність чи позбутися її); саботаж проти контрацепції (відмова від контрацепції або її саботаж (прокол презерватива або таємне його зняття, відоме як стелсинг); контроль вагітності (спроби змусити жінку зберегти або перервати її).

## Примус до вагітності
Тиск вагітніти або не вагітніти можуть чинити партнер(и), родичів, знайомі, лікарі та інші люди.
Партнер, який хоче, щоб жінка завагітніла, може морально тиснути на неї, наполягати відвідати гінеколога, вираховувати її менструальний цикл при заняттях сексом. Деякі лікарі можуть переконувати жінок, що для розв'язання проблем з їхнім здоров'ям, зокрема, вікових, вони повинні народити дитину.
Дуже поширений тиск на жінок щодо народження дітей з боку близької рідні та знайомих. Гендерні стереотипи, ніби-то основним призначанням жінки є продовження роду, народжувати необхідно до певного віку тощо сприяють намаганням переконати бездітних жінок або жінок, які народили одну дитину, народжувати ще. Це проявляється у нетактовних питаннях про плани щодо розмноження і непроханих порадах з порушенням особистих кордонів.

## Саботаж контрацепції
Передбачає таємну відмову від контрацепції або навмисне її пошкодження. Чоловіки можуть брехати про те, що використовують презервативи під час статевого акту, непомітно знімаючи їх або пошкоджувати їх (найчастіше проколюванням). Жінки можуть не сказати партнеру про перерву в протизаплідних.

### Закон та покарання
Дії чоловіка, який видаляє презерватив під час статевого акту без відома або згоди партнерки чи пошкоджує його, отримали назву стелсинг. У деяких країнах стелсинг вважається злочином і карається як форма насильства проти жінок або сексуального насильства. У Німеччині за стелсинг засудили поліцейського, а у Новій Зеландії засудили чоловіка за зґвалтування проституйованої жінки через стелсинг. У Великій Британії закону про стелсинг немає, але у 2019 році чоловіка засудили за зґвалтування проституйованої через стелсинг. Невиконання прохання про використання презерватива суд кваліфікував як скасування згоди на секс.

## Контроль вагітності
Це спроби змусити жінку зберегти або перервати вагітність. Для досягнення цього використовують погрози, примус, шантаж: як безпосередній партнер, так і лікар(ка), учасники та учасниці антиабортних рухів чи релігійних організацій. Держава може бути суб'єктом цієї форми обмеження прав людини, забороняючи аборти.